# Comatose Bunny Butcher
『Comatose Bunny Butcher』（コマトーズ・バニー・ブッチャー）は、OLIVIAの3枚目のミニアルバム。2003年9月12日にcutting edgeよりリリースされた。当初はTOWER RECORDS渋谷店のみで販売された。

## 収録曲
1. Celestial Delinquent
2. 026unconscious333
3. 57StoRM03
4. Devil's in me
5. Bliss Forest